# نظرية الضحية

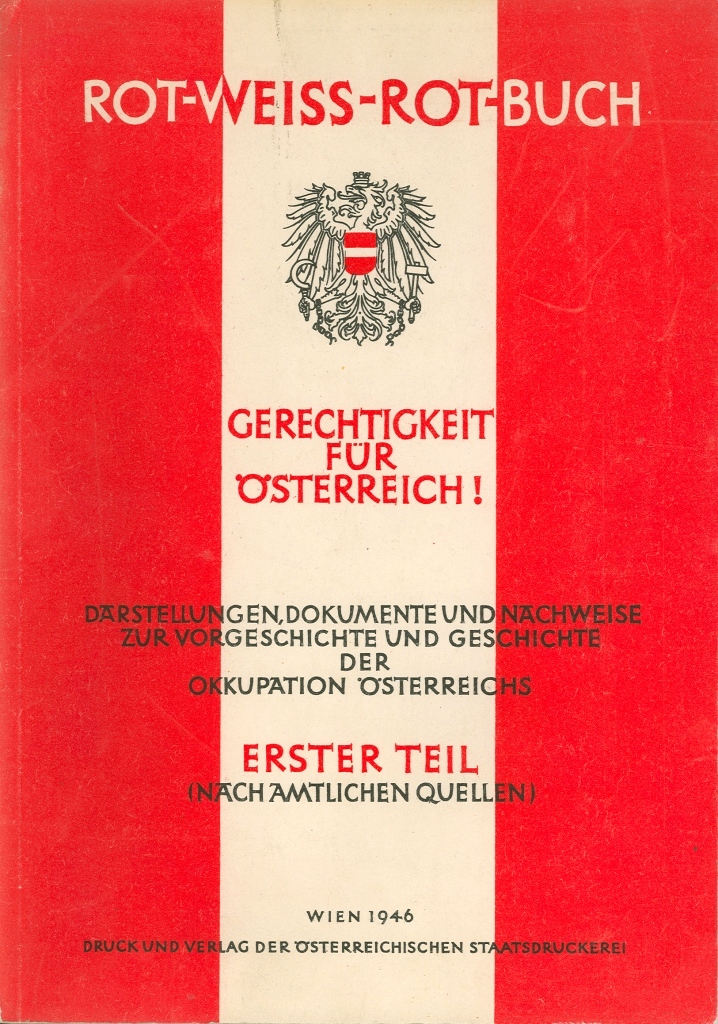

نظرية الضحية (بالألمانية: Opferthese)‏ هو مصطلح مشتق من التاريخ المعاصر. يستخدم بشكل شائع لوصف طريقة الجدال المنتشرة على نطاق واسع في جميع أنحاء النمسا بعد الحرب العالمية الثانية فيما يتعلق بالفترة الزمنية قبل أنشلوس (اعتراض الحزب النازي، محاولة الانقلاب على NS في عام 1934، انتهاكات وشغب NS في النمسا، «حصار الألف مارك»، وما إلى ذلك) على التوالي دور النمسا في زمن الاشتراكية القومية. وفقًا لآداب الجدال هذه، كانت دولة النمسا أول ضحية تقع فريسة للسياسة الخارجية العدوانية للاشتراكيين الوطنيين. مرادف لنظرية الضحية هو أسطورة الضحية (المقابلة لشروط أسطورة هابسبورغ، أسطورة الإمبراطور، أسطورة الأصل). نظرًا لأن نظرية الضحية أدت إلى قمع حقيقة التعاون النمساوي فيما يتعلق بفظائع الاشتراكيين الوطنيين، فغالبًا ما يُعلن أنها «كذبة الحياة» للجمهورية النمساوية الثانية.
أصبحت «نظرية الضحية» أسطورة أساسية في المجتمع النمساوي. أتاح ذلك للمعارضين السياسيين الألدة -على سبيل المثال الاشتراكيون الديمقراطيون والكاثوليك المحافظون- في السابق توحيد صفوفهم وإعادة النازيين السابقين إلى الحياة الاجتماعية والسياسية لأول مرة في تاريخ النمسا. لما يقرب من نصف قرن، أنكرت الدولة النمساوية وجود أي استمرارية بينها وبين النظام السياسي الذي كان قائمًا في النمسا منذ عام 1938 وحتى عام 1945، وحافظت بفعالية على أسطورة التضحية بالنفس المتمثلة في القومية النمساوية، وغرس الروح المحافظة للوحدة الوطنية. سرعان ما انتهى اجتثاث النازية بعد الحرب، واحتل قدامى المحاربين في الفيرماخت وفافن إس إس مكانًا مشرفًا في المجتمع. استهجِن كفاح الضحايا الفعليين للنازية -وفي المقام الأول اليهود- من أجل العدالة باعتباره محاولة للحصول على إثراء غير مشروع على حساب الأمة بأسرها.
في عام 1986 أدى انتخاب كورت فالدهايم، ضابط مخابرات الفيرماخت السابق، كرئيس فيدرالي إلى وضع النمسا على حافة العزلة الدولية. أجبر الضغط الخارجي القوي والمناقشة السياسية الداخلية النمساويين على إعادة النظر في موقفهم من الماضي. واعترفت الأمة بمسؤوليتها الجماعية عن الجرائم التي ارتكبت أثناء الاحتلال النازي وتخلت رسميًا عن «نظرية الضحية» بدءًا من الإدارة السياسية في التسعينات من القرن العشرين وتلاها معظم الشعب النمساوي بحلول منتصف القرن العشرين.

## إعلان موسكو
ظهر مصطلح «الضحية الأولى لألمانيا»، على النحو المطبق في النمسا، لأول مرة في الصحافة الناطقة باللغة الإنجليزية في عام 1938، قبل بداية الأنشلوس. قبل وقت قصير من اندلاع الحرب في عام 1939، نشر الكاتب بول غاليكو –جزء منه نمساوي الأصل- رواية مغامرات هيرام هوليداي، التي تدور أحداث جزء منها في النمسا ما بعد الأنشلوس ويصور مجتمعًا نمساويًا يبغض بشدة الحكم النازي المفروض حديثًا، حيث يشعر النمساويون بالظلم بسبب حكم الأجانب الشرس، في وصف غاليكو، لم يكن هناك أي نمساوي تقريبًا يتعاون مع النازيين.
ظهرت إشارات إلى النمسا باعتبارها «الضحية الأولى لألمانيا» في الأدب السوفيتي في عام 1941، بعد الغزو الألماني لاتحاد الجمهوريات الاشتراكية السوفيتية (أطلق المؤلفون السوفييت على إسبانيا اسم «الضحية الأولى للفاشية»، مما يعني ضمنًا عدوانًا مشتركًا بين إيطاليا وألمانيا، في حين أسند إلى النمسا دور «الضحية الأولى لهتلر»). في 18 فبراير 1942 قال ونستون تشرشل في خطابه أمام المهاجرين النمساويين: «لا يمكننا أبدًا أن ننسى هنا في هذه الجزيرة أن النمسا كانت أول ضحية للعدوان النازي. لن يتخلى شعب بريطانيا أبدًا عن قضية تحرر النمسا من الاستعباد البروسي».

### المبادرة البريطانية
بدأ الحلفاء مناقشة مصير النمسا بعد الحرب في عام 1941. في 16 ديسمبر ذكر ستالين لأنتوني إيدن خطته حول الانفصال الألماني: ستصبح النمسا دولة مستقلة مرة أخرى. لم يكن لدى البريطانيين أي شيء ضد هذا الاقتراح، إذ ليس لديهم خطط لمثل هذا المستقبل البعيد. خلال 1942-1943 تغير موقف الحلفاء من المسألة النمساوية: لم يقترح قادة الاتحاد السوفيتي أي مخطط جديد، بينما أخذ البريطانيون مستقبل النمسا على محمل الجد. في 26 سبتمبر 1942 أعلن إيدن خطة تشرشل لإنشاء «كونفدرالية الدانوب» تتألف من النمسا، والمجر، وبولندا، وتشيكوسلوفاكيا -دولة حاجزة شاسعة تفصل أوروبا الغربية عن الاتحاد السوفيتي. في ربيع عام 1943 وضع جيوفري هاريسون، وهو موظف مدني يبلغ من العمر 34 عامًا في وزارة الخارجية، خطة لتنظيم النمسا بعد الحرب، والتي أصبحت فيما بعد السياسة البريطانية الرسمية فيما يتعلق بالمسألة النمساوية. كانت وجهة نظر هاريسون هي يمكن إعادة إنشاء النمسا المستقلة والضعيفة داخل حدود الجمهورية الأولى فقط مع استعداد الحلفاء الغربيين لدعم الدولة الجديدة لسنوات عديدة. لم يؤمن هاريسون بقدرة النمساويين على التنظيم الذاتي ولا باحتمال تصاعد المقاومة المسلحة ضد النظام الحاكم. كان الحل الأفضل وفقًا لوجهة النظر البريطانية هو قيام اتحاد كونفدرالي قوي لدول الدانوب مع النمسا واعتبارها عضوًا رسميًا بحكم القانون، ولكن بحكم الأمر الواقع تعتبر الزعيم الثقافي والسياسي. لم يكن من الممكن إنشاء مثل هذا الاتحاد في أوروبا ما بعد الحرب مباشرة، وتَعيّن إنشاء النمسا المستقلة أولًا، وتزويدها بضمانات سياسية ودعم مالي. بعد ذلك فقط كان يمكن تطوير اتحاد سياسي تدريجيًا.
وصف التأريخ السوفيتي في السبعينيات من القرن العشرين المشروع البريطاني بأنه محاولة «لدفع فكرة أنشلوس جديد». كتب إم. إيه. بولتافسكي، اتبع الحلفاء خطة «لإنشاء تكتل من المناطق في أوروبا كان من شأنه أن يصبح مركزًا ثابتًا للصراعات». هناك وجهتا نظر حول دوافع السياسيين البريطانيين في التأريخ الغربي المعاصر. يعتبر الشخص التقليدي أن أفعالهم مجرد محاولة لحماية المخاوف البريطانية ومعارضة الاتحاد السوفيتي في تفكك ألمانيا النازية بعد الحرب. وفقًا لنقطة بديلة قدمها آر. كايزرلنغ، استرشد البريطانيون بشكل أساسي بخطط طوباوية خاطئة لإثارة مقاومة جماهيرية ضد النظام النازي في الأراضي النمساوية، وتمزيق الرايخ الألماني من الداخل، وإنشاء نقطة انطلاق ملائمة لهجوم من الجنوب. اتفقت وجهتا النظر على أنه في عام 1943 اعتقد السياسيون البريطانيون والأمريكيون خطًا أن ألمانيا مستعدة للانهيار تحت ضغط القوات السوفيتية أو سخط الشعب من داخل الرايخ.

### موافقات نصية
في نهاية مايو 1943 وافق مجلس الوزراء البريطاني على خطة هاريسون، ولكن بحلول يونيو، أبلغ فياتشيسلاف مولوتوف وزارة الخارجية أن أي رابطة أو اتحاد كونفدرالي لدول الدانوب ليس مقبولًا لدى الاتحاد السوفيتي. وشجب نائب مولوتوف، سولومون لوزوفسكي، مثل هذا الاتحاد ووصفه بأنه «أداة سياسة معادية للسوفييت». لم يتخل البريطانيون عن الخطة، لذا في 14 أغسطس 1943، أرسل إيدن مشروع هاريسون، «إعلان النمسا»، إلى موسكو وواشنطن. بدأ النص بالقول «الأمة النمساوية أول بلد حر يقع ضحية للعدوان النازي». مرة أخرى، في مواجهة مقاومة الدبلوماسيين السوفييت، بدأ البريطانيون في التراجع. ووفقًا للإصرار السوفيتي، فقد المشروع أي إشارة إلى الارتباط بالدول المجاورة والميثاق الأطلسي، واستعيض عن «الأمة النمساوية» «بالنمسا»، و«العدوان النازي»- «بالعدوان الهتلري». لم تكن المفاوضات البريطانية مع الأمريكيين أقل صعوبة.
وكان إعلان موسكو بشأن النمسا نتيجة هذه المساومة بين وزراء الحلفاء. اعتمِد الإعلان في 30 سبتمبر ونُشر في 1 نوفمبر 1943. على الرغم من كل التعديلات التي أجريت، فإن عبارة «الضحية الأولى» بقيت عمليًا كما هي: «النمسا، أول دولة حرة وقعت ضحية للعدوان الهتلري، يجب أن تتحرر من الهيمنة الألمانية...». انتهى النص بتذكير صارم، أصر عليه ستالين، بأن النمسا «تتحمل مسؤولية لا يمكنها التهرب منها، للمشاركة في الحرب إلى جانب ألمانيا الهتلرية». ووفقًا لإضافة ستالين، فالمسؤولية لا تقع على عاتق أشخاص أو جماعات أو أحزاب معينة، بل على عاتق المجتمع ككل، ولا يمكن للنمساوي أن يهرب من المسؤولية الجماعية. كان ستالين، مثل تشرشل، يعتبر النمسا أيضًا منطقة حاجزة بين مناطق النفوذ السوفيتي والأنجلو أمريكي، ولم يكن في عجلة من أمره لتنفيذ «تصدير الثورة». تلخص هدفه القصير المدى باستغلال الموارد النمساوية الصناعية والبشرية والطبيعية الباقية، ربما لهذا السبب أصر ستالين على صياغة أكثر صرامة فيما يتعلق بالمسؤولية. أصبحت عبارة «الضحية الأولى» موضوعًا وطنيًا نمساويًا، زرعوه وحموه بعناية، وحدد السياسة الخارجية النمساوية لسنوات عديدة، وهو ما لم يرجحه أو يشتبه به المؤلفون. علاوة على ذلك، لم يعرفوا أن جزءًا آخر من الإعلان -المسؤولية النمساوية- سيذهب مع الريح.

## الأصل
تم الاستغناء عن زوال النمسا غير الطوعي كشخصية قانونية دولية باعتباره إضفاء الشرعية على قبول الإيذاء بدولة النمسا - وهو ما يتماشى مع حبس أعضاء الحكومة النمساوية بعد غزو القوات الألمانية مباشرة. دعم هذه النظرية كان عبارة عن «إعلان موسكو» الصادر في 1 نوفمبر 1943، والذي ادعى فيه وزير خارجية المملكة المتحدة والولايات المتحدة الأمريكية والاتحاد السوفيتي أن «النمسا [كانت] أول دولة حرة تقع فريسة للسياسة العدوانية المعتادة لهتلر [وأنه] يجب تحريرها من الحكم الألماني»، وأنه ينبغي اعتبار ضم عام 1938«غير صالح وغير ذي جدوى». ونتيجة لذلك، كانت دولة النمسا بموجب القانون الدستوري تعتبر ضحية لسياسة NS.
السابق ذهب جنبا إلى جنب مع إيذاء الأفراد بعد نهاية الحرب العالمية الثانية. في هذه الحالات، كان يتم التمييز بين «الضحية السياسية» و«ضحية الحرب».